# Coda (software)
Coda je aplikace pro operační systém macOS vytvořená a spravovaná společností Panic. Slouží na tvorbu webových stránek a synchronizaci vývoje v lokálních složkách a vzdálených serverech přes protokol FTP. Byla vydaná 23. dubna 2007. Vyhrála cenu 2007 Apple Design Award pro „Nejlepší uživatelský zážitek“. Od verze 1.6 podporuje zásuvné pluginy.

## Koncept
Originální myšlenka na založení aplikace vznikla z potřeby sloučit 4 oddělené aplikace na vývoj, správu a testování webových projektů.

## Projekty
Každá webová stránka má v Coda ekvivalenci projektu. Ten má domovskou složku a pamatuje si své připojení na server i další nastavení. Pro komunikaci ser serverem Coda podporuje protokoly FTP, SFTP, FTP+SSL a WebDAV.